# Siergiej Mironow (polityk)
Siergiej Mironow (ros. Сергей Михайлович Миронов, ur. 14 lutego 1953) – rosyjski polityk, były przewodniczący Rady Federacji, wyższej izby rosyjskiego parlamentu.

## Życiorys
Mironow pochodzi z Petersburga i jest postrzegany jako bliski sojusznik prezydenta Władimira Putina. W latach 70. Mironow służył w wojskach powietrznodesantowych armii radzieckiej. W latach późniejszych ukończył Leningradzki Instytut Górnictwa i pracował jako inżynier-geofizyk.
Po krótkim okresie działalności jako przedsiębiorca zajął się polityką i w 1994 został deputowanym Zgromadzenia Legislacyjnego Sankt Petersburga. W czerwcu 2000 został wybrany jego wiceprzewodniczącym, a w 2001 wszedł w skład Rady Federacji jako reprezentant Sankt Petersburga. W grudniu 2001 został wybrany przewodniczącym Rady Federacji. W lutym 2003 Mironow został także przewodniczącym Międzyparlamentarnej Rady Zgromadzenia państw-członków Wspólnoty Niepodległych Państw. 
W czasie wyborów prezydenckich w Rosji w 2004, Siergiej Mironow był jednym z kandydatów ubiegających się o urząd. Nie był jednak brany pod uwagę jako mający rzeczywiste szanse na objęcie tego urzędu. Osiągnął bardzo niski rezultat, a w czasie kampanii wyborczej powiedział m.in.: "Wszyscy chcemy, aby przyszłym prezydentem został Władimir Putin". 
W kwietniu 2003 Mironow został przewodniczącym Rosyjskiej Partii Życia. W październiku 2006 został zaś liderem nowej centrolewicowej "opozycyjnej" partii Sprawiedliwa Rosja, która powstała z połączenia się partii Rodina, Rosyjskiej Partii Życia oraz Rosyjskiej Partii Emerytów. Choć oficjalnie opozycyjna, Sprawiedliwa Rosja faktycznie popiera obóz rządzący. 
Mironow kilkakrotnie występował z apelem o zmiany w rosyjskiej konstytucji umożliwiające wybór prezydenta na trzecią kadencję. Mironow jest żonaty, ma syna i córkę.